# NN-214
La carretera NN-214 es una vía departamental secundaria ubicada en el departamento de Rivas, en el suroeste de Nicaragua. Esta ruta conecta el área judicial y administrativa de Belén con la comunidad de Pueblo Nuevo, permitiendo un acceso más eficiente al transporte de productos y servicios públicos. Fue inaugurada en 2024 como parte del fortalecimiento de la red vial rural del país.

## Trazado y cruces
La siguiente tabla muestra las principales localidades y conexiones por donde transita la NN-214:
| km    | Localidad               | Departamento | Conexión / Ruta |
| ----- | ----------------------- | ------------ | --------------- |
| 0.0   | Casa de Justicia, Belén | Rivas        |                 |
| 7.4   | Comunidad intermedia    | Rivas        |                 |
| 14.86 | Pueblo Nuevo            | Rivas        |                 |

## Coordenadas
Uno de los tramos de la NN-214 puede ser encontrado en las coordenadas: 11°30′44″N 85°46′32″O / 11.5121, -85.7756